# Ungern i olympiska sommarspelen 1972
Ungern deltog i de olympiska sommarspelen 1972 med en trupp bestående av 232 deltagare, 187 män och 45 kvinnor, vilka deltog i 134 tävlingar i 20 sporter. Landet slutade på femte plats i medaljligan, med sex guldmedaljer och 35 medaljer totalt.

## Medaljer
| Medalj | Namn                                                                                 | Sport          | Gren                           |
| ------ | ------------------------------------------------------------------------------------ | -------------- | ------------------------------ |
| 1      | György Gedó                                                                          | Boxning        | Lätt flugvikt                  |
| 1      | Csaba Hegedűs                                                                        | Brottning      | Mellanvikt, grekisk-romersk    |
| 1      | Csaba Fenyvesi                                                                       | Fäktning       | Herrarnas värja                |
| 1      | Sándor Erdős Csaba Fenyvesi Győző Kulcsár Pál Schmitt István Osztrics                | Fäktning       | Herrarnas lagtävling i värja   |
| 1      | András Balczó                                                                        | Modern femkamp | Herrarnas individuella tävling |
| 1      | Imre Földi                                                                           | Tyngdlyftning  | Herrarnas 56 kg                |
| 2      | László Orbán                                                                         | Boxning        | Lättvikt                       |
| 2      | János Kajdi                                                                          | Boxning        | Weltervikt                     |
| 2      | Ungerns herrlandslag i fotboll                                                       | Fotboll        | Herrarnas turnering            |
| 2      | Ildikó Bóbis                                                                         | Fäktning       | Damernas florett               |
| 2      | Ildikó Bóbis Ildikó Újlaky-Rejtő Ildikó Schwarczenberger Mária Szolnoki Ildikó Rónay | Fäktning       | Damernas lagtävling i florett  |
| 2      | Jenő Kamuti                                                                          | Fäktning       | Herrarnas florett              |
| 2      | Péter Maróth                                                                         | Fäktning       | Herrarnas sabel                |
| 2      | Tamás Wichmann                                                                       | Kanotsport     | Herrarnas C-1 1000 meter       |
| 2      | József Deme János Rátkai                                                             | Kanotsport     | Herrarnas K-2 1000 meter       |
| 2      | András Balczó Zsigmond Villányi Pál Bakó                                             | Modern femkamp | Herrarnas lagtävling           |
| 2      | Andrea Gyarmati                                                                      | Simning        | Damernas 100 m ryggsim         |
| 2      | Lajos Szűcs                                                                          | Tyngdlyftning  | Herrarnas 52 kg                |
| 2      | Ungerns herrlandslag i vattenpolo                                                    | Vattenpolo     | Herrarnas turnering            |
| 3      | András Botos                                                                         | Boxning        | Fjädervikt                     |
| 3      | László Klinga                                                                        | Brottning      | Bantamvikt, fristil            |
| 3      | Károly Bajkó                                                                         | Brottning      | Lätt tungvikt, fristil         |
| 3      | József Csatári                                                                       | Brottning      | Tungvikt, fristil              |
| 3      | Ferenc Kiss                                                                          | Brottning      | Tungvikt, grekisk-romersk      |
| 3      | Győző Kulcsár                                                                        | Fäktning       | Herrarnas värja                |
| 3      | Pál Gerevich Tamás Kovács Péter Marót Tibor Pézsa Péter Bakonyi                      | Fäktning       | Herrarnas lagtävling i sabel   |
| 3      | Ilona Bekesi Monika Csaszar Marta Kelemen Aniko Kery Krisztina Medveczky Zsuzsa Nagy | Gymnastik      | Damernas lagmångkamp           |
| 3      | Anna Pfeffer                                                                         | Kanotsport     | Damernas K-1 500 meter         |
| 3      | Géza Csapó                                                                           | Kanotsport     | Herrarnas K-1 1000 meter       |
| 3      | Andrea Gyarmati                                                                      | Simning        | Damernas 100 m fjäril          |
| 3      | András Hargitay                                                                      | Simning        | Herrarnas 400 m medley         |
| 3      | Lajos Papp                                                                           | Skytte         | 300 meter helmatch, frigevär   |
| 3      | Sándor Holczreiter                                                                   | Tyngdlyftning  | Herrarnas 52 kg                |
| 3      | János Benedek                                                                        | Tyngdlyftning  | Herrarnas 60 kg                |
| 3      | György Horváth                                                                       | Tyngdlyftning  | Herrarnas 82,5 kg              |